# Cải cách Kiến Văn
Cải cách Kiến Văn (chữ Hán: 建文改制, Kiến Văn cải chế) là những cải cách do Kiến Văn đế Chu Doãn Văn cùng các danh thần như Tề Thái, Phương Hiếu Nhụ (hay Hiếu Nho) tiến hành, chủ yếu nhằm vào việc thay đổi chính sách trọng võ khinh văn dưới thời Hồng Vũ đế, đề cao tầng lớp văn nhân, đồng thời tước bỏ thế lực ngoại phiên để tập trung quyền lực về trung ương. Dưới ảnh hưởng của Phương Hiếu Nhụ, Kiến Văn đế bãi bỏ chính sách cai trị hà khắc của Hồng Vũ đế, giảm tô thuế cho người dân Giang Chiết, mở đường ngôn lộ, tích cực tiếp nhận lời can ngăn; đồng thời dưới chủ trương của Tề Thái, Hoàng Tử Trừng, thực thi chính sách tước phiên. Các cải cách của Kiến Văn chủ yếu dựa theo mô hình thời cổ xưa, trên lý thuyết thì rất lý tưởng song về thực tế khó có thể thực thi được. Ngay từ khi kế vị, vua Kiến Văn đã ban hành "Duy tân chi chánh", với hi vọng lập ra cho Minh triều một thời đại thịnh vượng tương tự như "Ung Hy chi thịnh" đời nhà Tống.. Sau khi nắm quyền lại triệu Phương Hiếu Nhụ từ Hán Trung, làm Thị giảng Viện Hàn lâm; tháng 6 năm đó lại lấy Tề Thái làm Thượng thư bộ Binh, Hoàng Tử Trừng làm Thái thượng tự khanh, tham dự vào quốc sự . Trong bốn năm tại vị, đã ban hành rất nhiều chính sách cải cách nhưng chủ yếu chỉ nhắm vào quyền lợi của giới nho sĩ, nhưng đến cuối cùng đã thất bại trong chính sách tước phiên, dẫn đến kết cục Yến vương tạo phản, vương triều Kiến Văn vì thế mà diệt vong。

## Nội dung cải cách

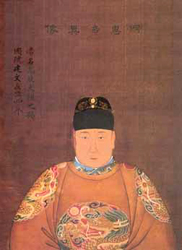
Kiến Văn đế Chu Doãn Văn (1377 - ?)

### Cải cách chế độ văn quan
Thời kì Hồng Vũ, ở trong triều đình, địa vị của quan võ là cao nhất, kế đến là sự vụ quan, quan văn chỉ được xếp thứ. Sách "Đại Minh luật", quyển 2, Lại luật, có ghi chép "Văn quan không được phong công hầu", nên tước vị cao nhất của một quan văn có thể đạt đến chỉ là tước Bá, điển hình là Uông Quảng Dương và Lưu Cơ. Duy có Lý Thiện Trường được phong tước Công, nhưng đó là do Hồng Vũ đế xếp ông ta vào hàng sự vụ quan thuộc ban võ. Sau này Hồng Vũ đế phế bỏ Hành Trung thư tỉnh và Thừa tướng mà đề cao địa vị của Lục bộ, tuy nhiên lại đặt Thượng thư các bộ (tương đương Bộ trưởng ngày nay) ở hàm Chánh nhị phẩm, mà đặt Ngũ quân Đô đốc phủ ở Chánh nhất phẩm nha môn, vì thế địa vị tối cao của quan văn đã bị quan võ đoạt lấy.
Kiến Văn đế kế vị, ngay năm đầu tiên thi hành theo lời của Phương Hiếu Nhụ, áng theo Chu lễ thiết đặt lại quan chế. Về việc này ông thi hành theo ba phương hướng chủ yếu: đổi thiết trí và danh xưng, đề cao địa vị quan văn, khuếch đại văn chức Hàn lâm và gia tăng chức năng gián trách của tầng lớp quan văn trong chính phủ. Một số nội dung chính gồm:
- Thăng Thượng thư lục bộ lên hàm Chánh nhất phẩm, lập ra Thị trung tả, hữu có vị trí đứng trên Thị lang.
- Cải Viện đô sát thành phủ Nội vụ, Đô ngự sử cải thành Ngự sử đại phu.
- Bãi Thập nhị đạo xuống Tả, Hữu lưỡng viện, tả là Thập di, hữu là Bổ khuyết.
- Cải Thông chánh ty là Tự, Đại lý tự là Ty.
- Ở phủ Chiêm sự lập ra viện Tư Đức.
- Ở Hàn lâm viện phục lại chức Thừa chỉ, cải Thị độc, Thị giảng học sĩ là Văn học bác sĩ.
- Lập ra các quán Văn hàn, Văn sử, phân biệt hạ hạt Thị độc, Thị giảng và Tu soạn, Biên tu, Kiểm thảo.
- Cải điện Cẩn Thân thành điện Chánh Tâm, bố trí thêm một học sĩ trong điện Chánh Tâm.
- Theo Chu lễ mà định ra phẩm cấp của nha môn nội, ngoại.

Sau đó, ở địa phương trước đây có Tả, Hữu bố chánh sử tài thì nay chỉ còn một quan Bố chánh sứ duy nhất, địa vị từ Tòng nhị phẩm lên Chánh nhị phẩm. Tháng 4 năm Kiến Văn thứ hai lại định lại huân giai từ Thượng thư trở xuống.
Minh Thành Tổ soán ngôi thành công, đã thu hồi lại toàn bộ Kiến Văn cải chế mà khôi phục cựu chế thời Hồng Vũ. Tuy nhiên về đời Hồng Hy trở đi, do chiến tranh giảm thiểu mà triều đình quyết định thiết lập Nội các, từ đó văn quan lại có cơ hội quật khởi, cuối cùng hình thành chế độ dĩ văn chế vũ dưới thời nhà Minh.

### Khoan chánh giảm hình
Kiến Văn đế từ nhỏ hay đọc Nho gia Kinh Thư, những cận thần của ông như Phương Hiếu Nho, Hoàng Tử Trừng đều mộng tưởng về một chủ nghĩa lý tưởng, tính tình hòa nhã của ông rất giống với thân phụ là Ý Văn thái tử Chu Tiêu. Thời còn là Hoàng thái tôn đã thỉnh cầu Hoàng tổ phụ xin cải cách Đại Minh luật, tham khảo Lễ kinh cùng hình pháp các triều, tu cải 13 điều quá ư hà khắc trong Đại Minh luật do đó đạt được nhân tâm.. Sau khi tức vị lại tiến hành chánh sách khoan dung, từ trong việc đặt niên hiệu Kiến Văn đã thể hiện ý chí trái ngược với Hồng Vũ. Minh sử - Hình pháp 2, ghi lại: "Nguyên niên hình bộ báo tù, giảm Thái Tổ thời thập tam hĩ".
Ngoại hình pháp khoan giảm, Kiến Văn đế còn ban nhiều chính sách có lợi cho dân, như:
- Tháng 8 năm Hồng Vũ thứ 31[8], quy định các gia đình ở Hưng châu, Doanh châu, Khai Bình (Bắc phương vệ sở), nếu mà toàn gia đều trong quân ngũ thì tha một người về làm dân. Các hữu vệ sở trong toàn quốc, nếu ai là con trai độc nhất mà đang sung quân cũng được tha về.[9]
- Nhiều lần miễn trừ tô thuế địa phương[10]。
- Lệnh cho các địa phương chiếu cố những người già yếu, bệnh tật, cô quả, trọng nông tang, hưng học giáo[11]。
- Đầu năm 1400 giảm miễn phú ruộng Giang Chiết (sau khi Vĩnh Lạc đăng cơ để phế bỏ lệnh này)[12].

Những chánh sách của Kiến Văn tuy là nói cải lại chế độ hà khắc của Hồng Vũ, nhưng cũng có bất cập：
- Hạ lệnh tước giảm quan lại, vào thời Minh sơ đến cả một viên quan huyện cũng được Hồng Vũ đế tính toán xem xét rất kĩ, quản lý với một chế độ chặt chẽ, làm việc do đó mới đi vào quy củ. Nếu đột ngột giảm đi sẽ khiến những vị quan địa phương có nhiều cơ hội nắm nhiều quyền hơn không bị kềm chế, kết thân với thân sĩ các địa phương, tạo thành mối lo môn phiệt cát cứ.
- Việc nâng cao địa vị của quan văn lên trên tầng lớp võ quan lập công lao trong chiến trận từ buổi đầu khai quốc, thay vì văn võ hai ban cùng đứng cùng ngồi, nay thì quan văn cao hơn quan võ một cái đầu, gây bất mãn trong tầng lớp võ tướng.
- Tỉnh giảm hình ngục, cải chế Đại Minh luật: Khi Chu Nguyên Chương lập ra pháp luật dùng hình phạt nặng để trừng trị quan lại tham ô, khi khoan dung bớt đi sẽ khiến nạn tham ô lại nổi lên.
- Giảm miễn điền phú ở Giang Chiết là nơi đóng góp nhiều sưu thuế nhất cho quốc gia. Vào đầu thời Minh, thuế trong nước thu được 3 phần thì Giang Chiết đóng đến 2. Có nhiều cho rằng vùng này là đất cũ của Trương Sĩ Thành, nên Chu Nguyên Chương mới đánh thuế nặng để trút giận, nhưng sự thực là vùng này đất rộng người đông, là vựa lớn lớn của Trung Nguyên, tuy rằng thu thuế cao nhưng dân chúng vẫn có thể đáp ứng được. Việc giảm thuế của Kiến Văn khiến cho tiền bạc và quân hưởng của triều đình giảm rõ rệt, nhất là khi bước vào Chiến dịch Tĩnh Nan.

### Chánh sách tước phiên
Thời Hồng Vũ đế vì củng cố hoàng quyền, đã phong cho tông thất làm phiên vương, cho phép tự chiêu tập quân đội. Kiến Văn đế tức vị lập tức thu hồi chánh sách này, hạ lệnh quan viên văn vũ các nơi nghe theo sự tiết chế của triều đình. Chánh sách tước phiên chủ yếu do Tề Thái và Hoàng Tử Trừng chủ trương, trước sau đã loại bỏ được các vị hoàng thúc là Chu vương Túc, Tề vương Phù, Tương vương Bách, Đại vương Quế, Dân vương Biền; tuy nhiên vẫn còn lại hai thế lực lớn là Yến vương Lệ và Ninh vương Quyền. Cuối cùng Yến vương dùng kế tiên phát chế nhân, vào năm Hồng Vũ thứ 32 (1399) mùa thu tại đất phong Bắc Bình lấy danh nghĩa "Thanh quân trắc, Tĩnh nội nan" mà khởi binh, sử xưng là Chiến dịch Tĩnh Nan. Kết cục của cuộc chiến quân triều thất bại trước quân Yến, Kiến Văn đế không rõ tung tích, còn Chu Đệ tức vị làm đế, gọi là Vĩnh Lạc đế.

## Kết quả
Cải cách Kiến Văn phần nhiều tập trung củng cố quyền hạn văn quan, động chạm đến tầng lớp võ quan, do đó trong quá trình tiến hành đã ít nhiều gặp phải sự phản đối từ các cựu thần có công huân, mặt khác dẫn đến biến loạn Tĩnh Nan. Vì Kiến Văn đế đối với công cuộc tước phiên gấp gáp điều động binh lính khiến cho Yến vương nghi ngờ mà lấy lý do triều đình tự ý "Canh cải tổ chế" khởi loạn. Khi chiến tranh bắt đầu, thế lực quân Minh  nhỉnh hơn, nhưng dần dần thua trận bỏ chạy, cuối cùng chiến bại trong tay quân Yến. Chu Lệ vào Nam Kinh xưng là Vĩnh Lạc đế. Vì để chứng tỏ ngôi vị của mình là hợp pháp, đàn áp những đàm tiếu nói mình là kẻ soán vị, ông ta thẳng tay tàn sát văn thần Kiến Văn, khôi phục toàn bộ cựu chế Hồng Vũ, thậm chí tước bỏ niên hiệu Kiến Văn, đổi 4 năm này thành Hồng Vũ thứ 32 đến 35.